# Afscharische Sprache
Die afscharische Sprache oder auch Afscharisch (Eigenbezeichnung: Afşar dili, Afşarca oder Afşar Turki, d. h. „afscharisches Türkisch“) ist eine Turksprache im Iran. Sie gehört zu den südtürkischen Sprachen innerhalb der Turksprachen. Die Sprache ist nach dem oghusischen Stamm der Afscharen (Afşar) benannt.
- Siehe auch: Vergleichende Betrachtung der Turksprachen

## Sprecherzahl

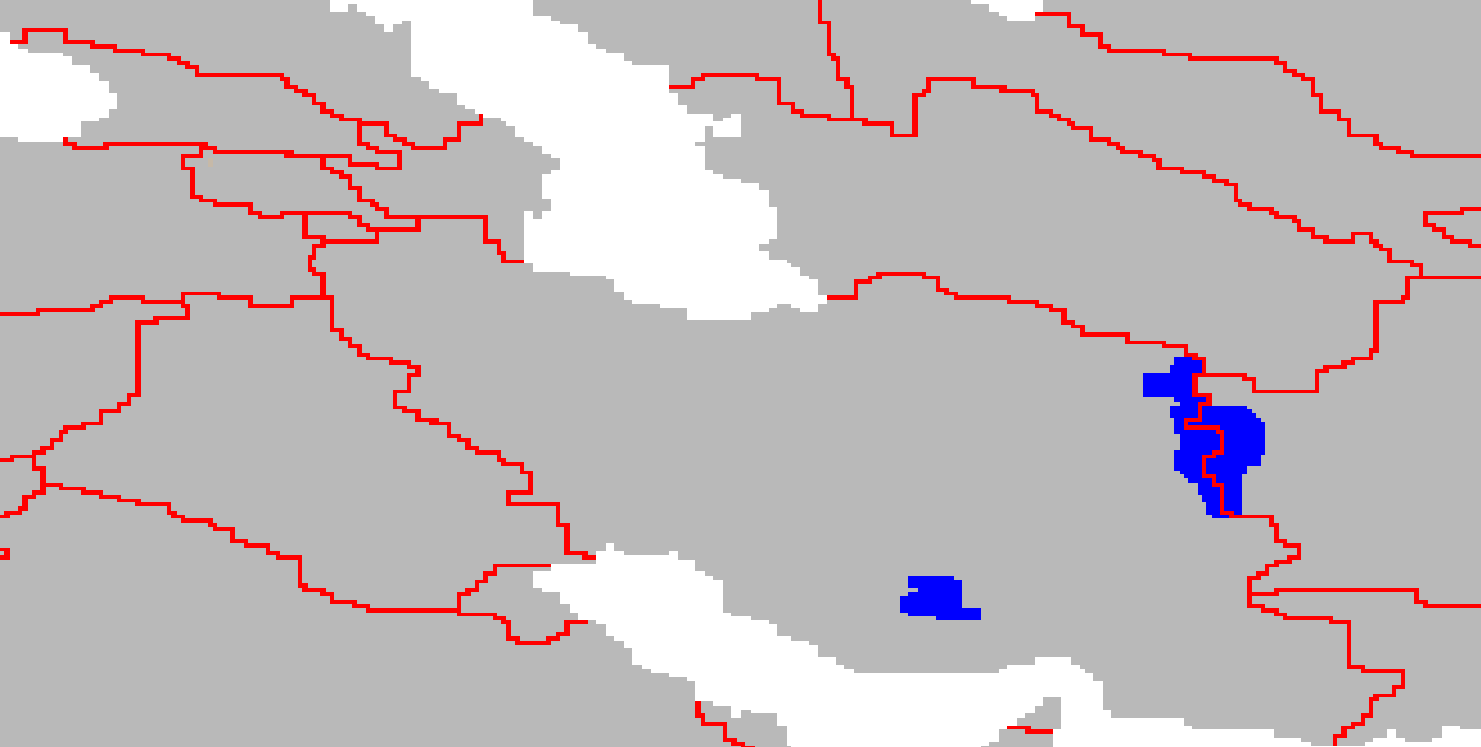
Afscharisches Sprachgebiet (blau)

Nach Angaben der Organisation SIL International sprachen im Iran 1997 noch rund 290.000 Menschen Afscharisch als Muttersprache. In Afghanistan gibt es weitere gut 5.000 Sprecher. Bei den Sprechern handelt es sich meistens um ältere Menschen, sodass die Sprache vom Aussterben bedroht ist.
- Siehe auch: Aserbaidschanisch, Abschnitt „Verbreitung“

## Verschriftlichung
Afscharisch gilt im Iran offiziell als schriftlos. Zur Schreibung der fragmentarischen Schriftdenkmäler des Afscharischen wurde aber stets das arabische Alphabet verwendet.